# 莫納斯特爾斯凱 (文尼察州)
48°49′37″N 28°53′20″E / 48.82694°N 28.88889°E
莫納斯蒂爾斯凱（羅馬化：Monastyrske）是烏克蘭西南部的村落，隸屬文尼察州的圖利欽區。該村面積2.68平方公里，海拔高度206米，2001年人口989，人口密度每平方公里369.17人。